# بخش توین (شهرستان راس، اوهایو)
بخش توین (به انگلیسی: Twin Township) یک منطقهٔ مسکونی در ایالات متحده آمریکا است که در شهرستان روس، اوهایو واقع شده‌است.
 بخش توین ۱۵۵٫۹ کیلومتر مربع مساحت و ۳٬۱۴۶ نفر جمعیت دارد و ۲۲۴ متر بالاتر از سطح دریا واقع شده‌است.